# Jochen Liedtke

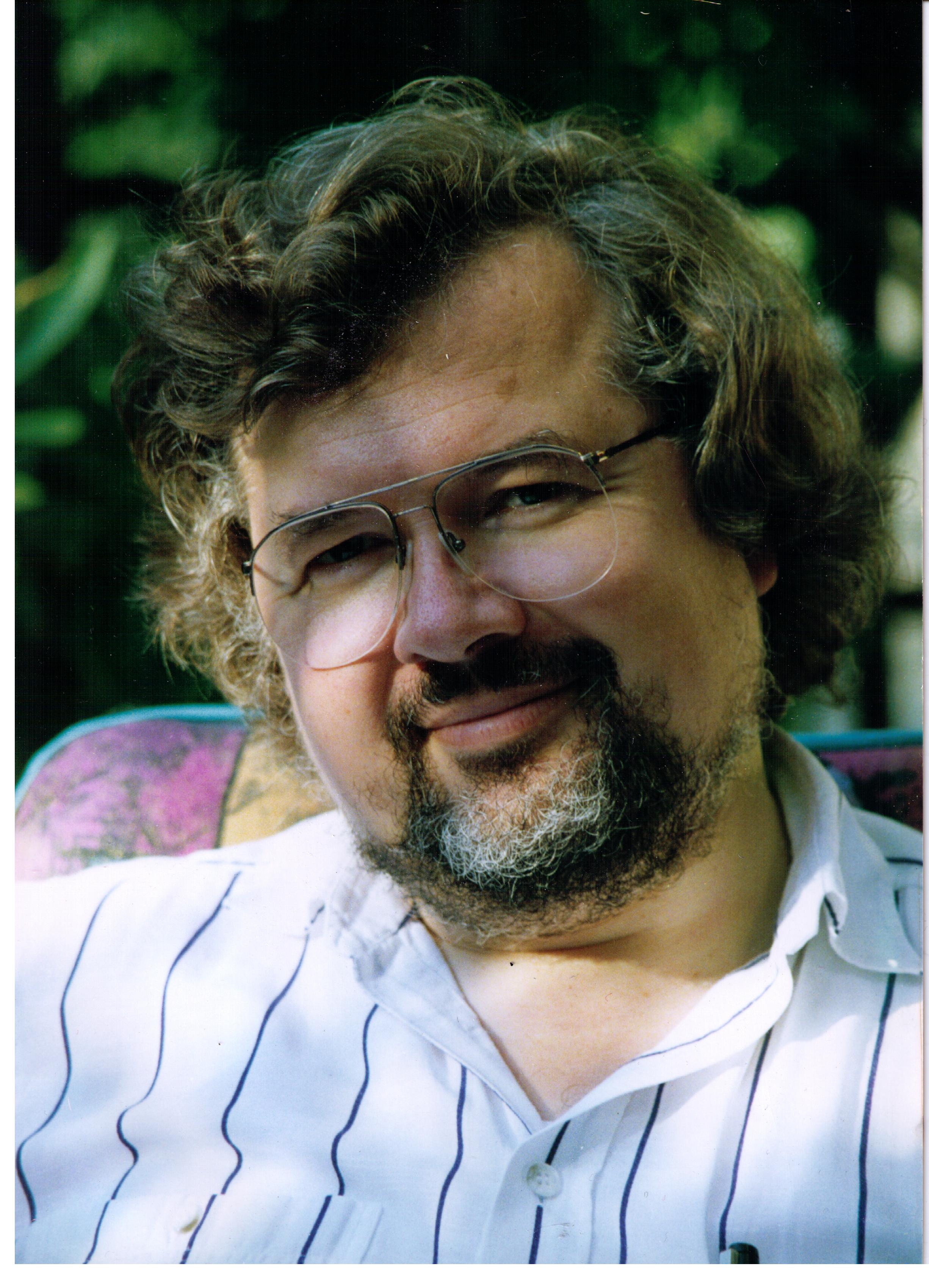
Jochen Liedtke

Jochen Liedtke (* 26. Mai 1953; † 10. Juni 2001) war ein deutscher Informatiker, der bedeutende Arbeiten zur Mikrokernelarchitektur leistete.

## Leben
Liedtke schloss 1978 an der Universität Bielefeld ein Studium der Mathematik ab. Seine Diplomarbeit befasste sich mit einem Übersetzer für die damals im Schulunterricht verwendete Programmiersprache ELAN. Bei anschließenden Arbeiten an einer ELAN-Umgebung für den Z80 konnte er darauf aufbauen und schuf eine Laufzeitumgebung, aus der mit dem auf 8-Bit-Rechner ausgelegten L2 („EUMEL“) Liedtkes erstes, vollständiges Mikrokernsystem resultierte (L1 war ein von ihm bereits als Schüler konzipierter Interpreter für eine Teilmenge von Algol 60).
Ab 1984 war Liedtke bei der GMD tätig, wo er L2 in den folgenden Jahren verbessern und auf 16-Bit-Rechner portieren konnte, so entstand das L3-System, Vorgänger der bekannten, von ihm und anderen ab Mitte der 90er Jahre entwickelten L4-Familie. Jochen Liedtke wurde 1996 an der Technischen Universität Berlin mit einer Arbeit über bewachte Seitentabellen promoviert und wechselte nur wenig später an das Thomas J. Watson Research Center (IBM), wo er sich vor allem mit der Vereinigung von Mikrokernelideen und Linux befasste. Seit 1999 war er Professor für Systemarchitektur an der Universität Karlsruhe.